# محوطه حجت‌آباد
محوطه حجت آباد مربوط به دوره سلجوقیان - دوره ایلخانی است و در شهرستان کرمانشاه، بخش مرکزی، دهستان میان دربند، در حاشیه جنوبی روستای حجت آباد واقع شده و این اثر در تاریخ ۱۵ دی ۱۳۸۷ با شمارهٔ ثبت ۲۴۰۹۷ به‌عنوان یکی از آثار ملی ایران به ثبت رسیده است.